# Chrosiothes valmonti
Chrosiothes valmonti är en spindelart som först beskrevs av Simon 1897.  Chrosiothes valmonti ingår i släktet Chrosiothes och familjen klotspindlar. Inga underarter finns listade i Catalogue of Life.